# Вибух у гірництві

Вибухи у гірництві використовуються для руйнування гірських порід при проведенні виробок, для вибухової відбійки корисної копалини, для руйнування негабаритів. Використовуються хімічні вибухові речовини.
Крім того, вибух газу (метану) і пилу (вугільного, сірчаного тощо) — одна з найбільших небезпек при підземному видобутку корисних копалин.
Вибух — процес швидкого (надзвукового) вивільнення великої кількості енергії в обмеженому об'ємі, який супроводжується виділенням значної кількості тепла і розширенням газоподібних продуктів, здатних виконувати механічну роботу руйнування і переміщення оточуючого середовища. Вибух виникає в результаті вивільнення хімічної енергії (головним чином вибухових речовин), внутрішньоядерної (ядерний та термоядерний вибух), електромагнітної (іскровий розряд, лазерна іскра та ін), механічної енергії. Вибух зумовлює утворення ударних хвиль і сильну руйнівну дію на навколишнє середовище. При вибуху заряду в повітрі (акустична жорсткість якого завжди менша, ніж продуктів детонації) виникає ударна вибухова хвиля, за фронтом якої тиск спадає за певним законом.
Ударні хвилі при перевищенні ними межі міцності гірських порід, викликають руйнування останніх. Опірність гірських порід вибуху на практиці прийнято оцінювати питомим зарядом еталонної ВР, тобто необхідними витратами ВР на руйнування 1 м3 породи із заздалегідь встановленим ефектом дроблення. Цей параметр залежить від: тріщинуватості, густини і щільності гірських порід, розміщення і конструкції свердловини та заряду ВР в ній, якості ВР. Ці фактори визначають витрати ВР. В. широко застосовують в промисловості, зокрема при веденні гірничих робіт як відкритим способом, так і в шахтах. Спонтанним може бути В. метану, метанопилової суміші тощо.

## Параметри вибуху
КОЕФІЦІЄНТ КОРИСНОЇ ДІЇ (К. К. Д.) ВИБУХУ — число, що вказує, яка частка всієї енергії вибуху витрачається на певний результат (наприклад, на подрібнення породи, на викид породи і т.і.).